# Voetbalbond van de Turks- en Caicoseilanden
De Turks and Caicos Islands Football Association of Voetbalbond van de Turks- en Caicoseilanden (TCIFA) is de voetbalbond van Turks- en Caicoseilanden. De voetbalbond werd opgericht in 1996 en is sinds 1996 lid van de CONCACAF. In 1998 werd de bond lid van de FIFA.
De voetbalbond is ook verantwoordelijk voor het Voetbalelftal van de Turks- en Caicoseilanden.

## President
De huidige president (december 2018) is Sonia Bien-Aime.